# Задёра, Григорий Пантелеймонович
Григорий Пантелеймонович Задёра (14 (26) января 1871 — 11 февраля 1937) — советский фельдшер, провизор, прозаик, публицист и общественный деятель.

## Биография
Родился 14 (26) января 1871 года в слободе Сватова Лучка, Купянский уезд, Харьковская губерния (ныне город Сватово, Луганская область) в бедной крестьянской семье. Получил общее образование в сельском училище и за счёт земства учился в харьковской фельдшерской школе, где кроме общей подготовки прошёл курс аптекарского дела. После окончания учёбы в 1890 году пять лет отрабатывал земскую стипендию в Сватовой Лучке и Сеньково в должности помощника врача и аптекаря.
С 1895 года служил на железнодорожном транспорте: сначала на Юго-Восточной, а затем Владикавказской железной дороге в должности лекарственного помощника. В Ростове-на-Дону он работал делопроизводителем и секретарём в Управлении отдела здравоохранения железной дороги. В 1913—1915 годах издавал и был редактором журнала «Фельдшерская мысль» в Ростове-на-Дону.
После Октябрьской революции работал в отделе здравоохранения управления Владикавказской железной дороги, с 1922 по 1924 год работал в Ростовском микробиологическом институте, а в 1924 году руководил делами, и был статистиком-информатором Северо-Кавказского управления общества Красного креста в Ростове-на-Дону. С 1933 года — корреспондент Северо-Кавказского журнала «За саноборону».
За общественную активность неоднократно награждался грамотами, был удостоен звания «Активист-ударник», знака «Боец на фронте санобороны».
Скончался в Ростове-на-Дону 11 февраля 1937 года после продолжительной болезни.

## Творчество
Начал публиковаться с 1891 года в петербургской газете «Фельдшер», отстаивая права медицинских работников на лучшие бытовые и социальные условия. Печатался в журнале «Нива», газетах «Русское слово», «Приазовский край» и других, писал очерки, фельетоны, рассказы из жизни медиков. Отдельными книгами вышли рассказы: «Пётр Кравец» (1901, в стихах) «Фельдшер Строганов» (1904). Переписывался с Л. Толстым по вопросам перевода его произведений на украинский язык. В советское время активно печатал материалы по вопросам медицины, публиковал очерки и рассказы на темы гражданской войны и индустриализации страны: «Красная птица» (1920), «Сестра Колосова» (1933), «Хомка-ревізор» (1933).

## Работы
- «Петро Кравець» (Ростов-на-Дону, 1901),
- «На скромном посту» («Нива», 1904, № 9),
- «Анонимное письмо» («Нива», 1908, № 6),
- «Красная птица» («Советский Дон», 1920, № 7),
- «Хомка-ревізор» («Червоний край», 1933, № 9-10),
- «Сестра Колосова» («Червоний край», № 13-16);
- «Медицинские деятели в произведениях А. П. Чехова» (Ростов-на-Дону, 1905),
- «Л. Н. Толстой о медицине и врачах…» (С.-Петербург, 1906; Ростов-на-Дону, 1915),
- «Медицинское дело и фельдшерский вопрос на железных дорогах и в земствах» (С.-Петербург, 1904),
- «Як годувати малих дітей?» (Л., 1904),
- «Самостоятельная деятельность фельдшеров и фармацевтов», (С.-Петербург, 1905),
- «Право фельдшеров и фельдшериц на высшее медицинское образование» (С.-Петербург, 1907),
- «Фельдшерский вопрос и ближайшие задачи общественной медицины» (С.-Петербург, 1909),
- «Современное значение и задачи Общества российских фельдшеров» (С.-Петербург, 1911).